# Alejandro Calvo Mata
Alejandro "Álex" Calvo Mata (Còrdova, 20 de febrer de 2004) és un futbolista espanyol que juga d'extrem al FC Andorra de la Segona Divisió Espanyola.

## Carrera de club

### Màlaga
Nascut a Còrdova (Andalusia), Calvo es va incorporar a les categories inferiors del Màlaga CF el 2016, amb 13 anys. Va debutar amb el filial el 8 de desembre del 2022, com a titular, en un empat a zero a Tercera Federació davant la UD Torre del Mar.
Calvo va debutar amb el primer equip l'11 de març de 2023, substituint Lago Junior en els últims minuts, i va marcar el gol de l'empat a 2-2 en el partit de Segona Divisió contra la UD Las Palmas.

### Andorra
El 4 d'agost del 2023, després del descens del Màlaga, Calvo va ser traspassat al FC Andorra de Segona Divisió, signant un contracte de cinc anys; el Màlaga també es va reservar el 20% sobre una futura venda. El 22 d'agost de l'any següent, després d'un altre descens a la segona divisió 2024, va activar una clàusula del contracte i va ser cedit al CD Mirandés.

## Carrera internacional
El 21 de febrer del 2023, Calvo va ser convocat amb la selecció espanyola sub-19, marcant en el seu debut davant Noruega dos dies després.